# 모락셀라오슬로엔시스
모락셀라 오슬로엔시스(Moraxella osloensis)는 자주색 박테리아의 감마 세분화에있는 Moraxellaceae 계통에 속하는 그람 음성,  산화 효소 양성,  호기성 박테리아이다.
Moraxella osloensis는 민달팽이 기생 선충 Phasmarhabditis hermaphrodita 의 상호 공생체이다.  자연에서 Phasmarhabditis hermaphrodita는 M. osloensis를 벡터로 박테리아가 증식하여 민달팽이를 죽이는 민달팽이 숙주의 껍질 구멍으로 만든다. 

## 생명주기
이 박테리아는 박테리아를 먹는 선충인 Phasmarhabditis hermaphrodita (Rhabditida: Rhabditidae)의 자연 공생체 중 하나로 확인되었으며, 이는 가장 심각한 농업 및 정원 민달팽이 해충 중 하나인 민달팽이 Deroceras reticulatum (회색 정원 민달팽이)을 포함하여 민달팽이의 내부 기생충이다.
자연에서 박테리아는 선충에 감염된 어린 동물의 장에 서식하며, 이는 불리한 환경에서 생존하기에 적합한 특수 발달 단계를 나타낸다.  감염성 어린 새끼는 후방 맨틀 영역을 통해 민달팽이의 껍질 구멍을 찾아 들어간다.  일단 껍질 구멍 안으로 들어가면 박테리아가 방출되고 감염된 새끼는 성장을 재개하여 증식하는 박테리아를 먹는다.  감염된 민달팽이는 4-10일 안에 죽고, 선충은 전체 사체에 군집하여 차세대 감염성 새끼를 낳고, 이 사체는 새로운 숙주를 찾기 위해 떠난다.  박테리아는 민달팽이를 죽이는 책임이 있다. 박테리아가 없는 선충은 사망을 일으키지 않는다.

## 세탁물 냄새
Moraxella osloensis는 세탁물 냄새를 일으키는 주요 박테리아이며, 더러운 걸레 냄새로 표현되는 4-methyl-3-hexenoic acid(4M3H)라는 냄새나는 화합물을 생성한다. 이 균은 공기의 흐름이 제한된 실내 환경에서도 잘 생존하기 때문에 냄새 유발 화합물을 계속 생성할 수 있다. 실내에서 옷을 건조할 경우에 박테리아가 살아남아 냄새를 유발하는 화합물을 계속 만들어내 심각한 냄새 문제를 초래할 수 있다..

## 인간의 감염
M. osloensis는 인간을 감염시키는 경우는 드물지만 때때로 다양한 조직에서 발견될 수 있으며 때때로 질병을 유발한다.  항생제는 일반적으로 이러한 감염에 효과적이다.
1. 1 2  An, Ruisheng; Sreevatsan, Srinand; Grewal, Parwinder S. (2008년 1월 28일). “Moraxella osloensis gene expression in the slug host Deroceras reticulatum”. 《BMC microbiology》 8: 19. doi:10.1186/1471-2180-8-19. ISSN 1471-2180. PMC 2266756. PMID 18226222.